# خانه وطن‌چی
خانه وطن‌چی مربوط به اواخر دوره قاجار است و در مشهد، خیابان خسروی، جنب سرای عروس، طبقهٔ دوم واقع شده و این اثر در تاریخ ۲۲ مرداد ۱۳۸۴ با شمارهٔ ثبت ۱۳۱۶۰ به‌عنوان یکی از آثار ملی ایران به ثبت رسیده است.